# Coupe du Soudan de football
La Coupe de Soudan de football est une compétition de football à élimination directe disputée au Soudan.

## Palmarès
| Année     | Vainqueur              | Score                  | Finaliste               | Stade                            |
| --------- | ---------------------- | ---------------------- | ----------------------- | -------------------------------- |
| 1963      | Al Merreikh Omdurman   |                        |                         |                                  |
| 1964-1969 | Non disputé            | Non disputé            | Non disputé             | Non disputé                      |
| 1970      | Al Merreikh Omdurman   |                        |                         |                                  |
| 1971      | Al Merreikh Omdurman   |                        |                         |                                  |
| 1972      | Al Merreikh Omdurman   |                        |                         |                                  |
| 1973      | Non disputé            | Non disputé            | Non disputé             | Non disputé                      |
| 1974      | Al Merreikh Omdurman   |                        |                         |                                  |
| 1975      | Non disputé            | Non disputé            | Non disputé             | Non disputé                      |
| 1976      | Non disputé            | Non disputé            | Non disputé             | Non disputé                      |
| 1977      | Al-Hilal Omdurman      |                        |                         |                                  |
| 1978      | Al-Nil Khartoum        |                        |                         |                                  |
| 1979      | Non disputé            | Non disputé            | Non disputé             | Non disputé                      |
| 1980      | Non disputé            | Non disputé            | Non disputé             | Non disputé                      |
| 1981      | Hay Al-Arab SC         |                        |                         |                                  |
| 1982      | Al Ahly Wad Madani     |                        |                         |                                  |
| 1983      | Al Merreikh Omdurman   |                        |                         |                                  |
| 1984      | Al Merreikh Omdurman   |                        |                         |                                  |
| 1985      | Al Merreikh Omdurman   |                        |                         |                                  |
| 1986      | Al Merreikh Omdurman   |                        |                         |                                  |
| 1987      | Al-Mourada SC          |                        |                         |                                  |
| 1988      | Al Merreikh Omdurman   |                        |                         |                                  |
| 1989      | Al-Mourada SC          |                        |                         |                                  |
| 1990      | Al Ittihad Wad Madani  | 1–0 / 2–1              | Al Merreikh Al Hasahisa | Al Hasahisa Stadium, Al Hasahisa |
| 1991      | Al Merreikh Omdurman   | 1–0                    | Hilal Alsahil SC        | Khartoum Stadium, Khartoum       |
| 1992      | Non disputé            | Non disputé            | Non disputé             | Non disputé                      |
| 1993      | Al Merreikh Omdurman   | 3–1                    | Al Hilal Omdurman       | Khartoum Stadium, Khartoum       |
| 1994      | Al Merreikh Omdurman   | 1–0                    | Al Hilal Omdurman       | Khartoum Stadium, Khartoum       |
| 1995      | Al-Mourada SC          | 2–1                    | Hilal Alsahil SC        | Khartoum Stadium, Khartoum       |
| 1996      | Al Merreikh Omdurman   | 1–0                    | Al Hilal Omdurman       | Khartoum Stadium, Khartoum       |
| 1997      | Al-Mourada SC          | 2–0                    | Al Merreikh Omdurman    | Khartoum Stadium, Khartoum       |
| 1998      | Al Hilal Omdurman      | 0–0 (5–4 tab)          | Al Merreikh Omdurman    | Khartoum Stadium, Khartoum       |
| 1999      | Al-Mourada SC          |                        |                         |                                  |
| 2000      | Al Hilal Omdurman      | 3–0                    | Al Ahly Wad Madani      | Khartoum Stadium, Khartoum       |
| 2001      | Al Merreikh Omdurman   | 1–0                    | Al-Mourada SC           | Khartoum Stadium, Khartoum       |
| 2002      | Al Hilal Omdurman      | 2–0 (attribué)         | Al Merreikh Omdurman    | Khartoum Stadium, Khartoum       |
| 2003      | Non disputé            | Non disputé            | Non disputé             | Non disputé                      |
| 2004      | Al Hilal Omdurman      | 0–0 (3–2 tab)          | Al Merreikh Omdurman    | Khartoum Stadium, Khartoum       |
| 2005      | Al Merreikh Omdurman   | 0-0 (4-2 tab)          | Al Hilal Omdurman       | Khartoum Stadium, Khartoum       |
| 2006      | Al Merreikh Omdurman   | 2–0                    | Al Hilal Omdurman       | Khartoum Stadium, Khartoum       |
| 2007      | Al Merreikh Omdurman   | 1–0                    | Al Hilal Omdurman       | Khartoum Stadium, Khartoum       |
| 2008      | Al Merreikh Omdurman   | 0–0 (2–0 tab)          | Al Hilal Omdurman       | Khartoum Stadium, Khartoum       |
| 2009      | Al Hilal Omdurman      | 2–1                    | Al Merreikh Omdurman    | Khartoum Stadium, Khartoum       |
| 2010      | Al Merreikh Omdurman   | 2–0                    | Al Hilal Omdurman       | Khartoum Stadium, Khartoum       |
| 2011      | Al Hilal Omdurman      | 2–0 (attribué)         | Al Merreikh Omdurman    | Khartoum Stadium, Khartoum       |
| 2012      | Al Merreikh Omdurman   | 0–0 (3–1 tab)          | Al Hilal Omdurman       | Khartoum Stadium, Khartoum       |
| 2013      | Al Merreikh Omdurman   | 2–0 (attribué)         | Al Hilal Omdurman       | Ad Damazin Stadium, Ad-Damazin   |
| 2014      | Al Merreikh Omdurman   | 3–1                    | Al Hilal Omdurman       | Khartoum Stadium, Khartoum       |
| 2015      | Al Merreikh Omdurman   | 2–0 (attribué)         | Al Hilal Omdurman       | Dongola Stadium, Dongola         |
| 2016      | Al Hilal Omdurman      | 2–1                    | Al Hilal Al Obeid       | Wad Madani Stadium, Wad Madani   |
| 2017      | Al Ahly Shendi         | 1–1 (4–2 tab)          | Al Hilal Omdurman       | Khartoum Stadium, Khartoum       |
| 2018      | Al Merreikh Omdurman   | 4-1                    | Al Hilal Al Obeid       | Khartoum Stadium, Khartoum       |
| 2018-19   | Non disputé            | Non disputé            | Non disputé             | Non disputé                      |
| 2019-20   | Compétition abandonnée | Compétition abandonnée | Compétition abandonnée  | Compétition abandonnée           |
| 2020-21   | Finale non disputée    | Finale non disputée    | Finale non disputée     | Finale non disputée              |
| 2021-22   | Al-Hilal Omdurman      | 0-0 (4-3 tab)          | Al Ahli Khartoum        | Al Hilal Stadium, Omdurman       |

## Performance par clubs
| Club                   | Ville       | Vainqueur | Finaliste | Années de victoires | Années de finalistes                                                         |  |
| ---------------------- | ----------- | --------- | --------- | --- | ---------------------------------------------------------------------------- |  |
| Al Merreikh Omdurman   | Omdurman    | 25        | 6         | 1963, 1970, 1971, 1972, 1974, 1983, 1984, 1985, 1986, 1988, 1991, 1993, 1994, 1996, 2001, 2005, 2006, 2007, 2008, 2010, 2012, 2013, 2014, 2015, 2018 | 1997, 1998, 2002, 2004, 2009, 2011                                           |  |
| Al Hilal Omdurman      | Omdurman    | 9         | 13        | 1977, 1998, 2000, 2002, 2004, 2009, 2011, 2016, 2021-22                                                                                              | 1993, 1994, 1996, 2005, 2006, 2007, 2008, 2010, 2012, 2013, 2014, 2015, 2017 |  |
| Al-Mourada SC          | Omdurman    | 4         | 1         | 1987, 1989, 1995, 1997, 1999 | 2001                                                                         |  |
| Al Ahly Wad Madani     | Wad Madani  | 1         | 1         | 1982 | 2000                                                                         |  |
| Al-Nil Khartoum        | Khartoum    | 1         | 0         | 1978 |                                                                              |  |
| Hay Al-Arab SC         | Port-Soudan | 1         | 0         | 1981 |                                                                              |  |
| Al Ittihad Wad Madani  | Wad Madani  | 1         | 0         | 1990 |                                                                              |  |
| Al Ahly Shendi         | Chendi      | 1         | 0         | 2017 |                                                                              |  |
| Hilal Alsahil SC       | Port-Soudan | 0         | 2         | | 1991, 1995                                                                   |  |
| Al Hilal Al Obeid      | Al Obeid    | 0         | 2         | | 2016, 2018                                                                   |  |
| Al Merrikh Al Hasahisa | Al Hasahisa | 0         | 1         | | 1990                                                                         |  |
| Al Ahli Khartoum       | Khartoum    | 0         | 1         | | 2021-22                                                                      |  |